# 公都子
公都采（?—?），又名公都彧，在《孟子》書中稱為公都子，戰國鲁国人，孟子弟子。北宋政和五年（1115年），公都子被詔封為平陰伯。公都子也是今日都姓的得姓始祖之一。

## 生平
齐国大夫蚔鼃不願出任靈丘的县官，於是轉任士師。士師的職責是为君主进言，孟子问蚔鼃为何好幾個月不进言，蚔蛙于是进言，但不被接纳，怒而辞职。齐国人諷刺孟子害蚔鼃辭官，自己卻留下，稱孟子「為了蚔鼃打算得很好；但孟子自己所打算的是甚麼，大家都不知道。」公都子把這事情告诉孟子。孟子说，有進言責任的人，如果他的話不被採納，就應該離去。孟子是客卿，沒有進言的責任；孟子要不要辭職，可以自己決定。
公都子问孟子，為何外人都说孟子好辯？孟子阐述了自己辩论的目的，宣示自己反对杨朱、墨翟等人的邪说，捍卫儒家圣道的决心。
公都子问孟子，齊國人皆稱匡章不孝，为何孟子和他结交？孟子说匡章并非不孝，而是父子互相督促為善。
公都子和孟季子讨论义的内在性和外在性，孟子阐述义存在于人的内心。公都子说告子认为人性没有善与不善的区别，孟子强调性善的观点。。
公都子曾問孟子，同樣都是人，有的人是大人，有的人是小人，差別為何呢？孟子回答，依照心志去做者就是大人，依照耳目感官去做者則是小人。立定大體的心，不被外界聲色影響，就能成為大人。
公都子问孟子，滕公的弟弟滕更，在孟子門下求学，孟子应以礼相待，但滕更發問，孟子却不回答。孟子表示，倚仗权势、倚仗贤能，倚仗年齡，倚仗功劳，倚仗自己是老朋友來發問的，不回答。孟子說，滕更是權貴，且自認賢才而發問，所以孟子不愿意回答。
《孟子外書》記載，孟母葬禮時，公都子負責操辦飲食之事。